# Корнилий (Соболев)
Архиепи́скоп Корни́лий (в миру Гаврии́л Гаврии́лович Со́болев; 1 (13) ноября 1880, Выборг — 16 апреля 1933, село Тымск, Нарымский округ) — епископ Русской православной церкви, архиепископ Свердловский и Ирбитский.

## Биография
Родился в 1880 году в Выборге в семье священника.
В 1900 году по окончании Санкт-Петербургской духовной семинарии поступил в Санкт-Петербургскую духовную академию.
28 сентября 1902 года пострижен в монашество и рукоположён во иеродиакона.
В 1903 году рукоположён во иеромонаха.
В 1904 году окончил духовную академию со степенью кандидата богословия с правом соискания степени магистра богословия без нового устного испытания и 28 июля назначен членом Урмийской духовной миссии.
С 14 августа 1907 года — преподаватель Тифлисской духовной семинарии.
С 21 августа 1907 года — преподаватель Александро-Невского училища.
С 20 августа 1909 года — преподаватель Санкт-Петербургской духовной семинарии. С 25 января 1910 года — инспектор.
С 1 ноября 1911 года — ректор Тульской духовной семинарии в сане архимандрита.
25 августа 1917 года назначен на вакантную кафедру викария Тульской епархии, епископа Каширского, и управляющим, на правах настоятеля, Богородичным, что в Щеглове, общежительным монастырем. Хиротонисан во епископа 17 сентября того же года в кафедральном Успенском соборе Тулы.
В 1918 году ранен во время расстрела крестного хода в Туле.
22 января 1920 года назначен епископом Новосильским, также викарием Тульской епархии.
В декабре того же года он назначен епископом Вязниковским и Яропольским, викарием Владимирской епархии. Жил в Вязниках, совершал богослужения в храмах города и уезда.
В первой половине 1921 года временно управлял Владимирской епархией.
В тот период он был в первый раз арестован и приговорен к высылке, откуда смог возвратиться в Вязники лишь в январе 1922 года.
Во время потрясшего Церковь обновленческого раскола епископ Корнилий (Соболев) оставался верен Патриарху Тихону, хотя к июлю 1922 года к обновленчеству примкнуло большинство епархиальных архиереев. Епископ Корнилий был резким противником «Живой церкви» и, имея большой авторитет, вёл духовенство и верующих за собой. В то время как в стране обновленцами было захвачено большинство храмов, в Вязниковском викариатстве лишь два священника отошли в раскол.
Осенью 1922 года был арестован, в 1923 году сослан на три года в Нарымский край.
С 1926 года — епископ Владимирский и Суздальский (один месяц).
С августа 1926 года — архиепископ Свердловский и Ирбитский. С сентября 1926 года епархией не управлял так как находился ссылке и концлагере.
Осенью 1926 года вместе с епископом Павлином (Крошечкиным) предпринял попытку тайно избрать Патриарха путём опроса (собирания письменных мнений), в результате которого большинство иерархов высказались за избрание Патриархом митрополита Кирилла (Смирнова) как первого в списке поименованных в завещании патриарха Тихона. Процедура закончилась массовыми арестами архиереев, включая заместителя Патриаршего местоблюстителя митрополита Сергия. Современный церковный историк иерей Александр Мазырин, изучив следственные дела, установил, что в выборах успели принять участие около 45 архиереев. Впрочем, отношение к такому способу избрания Патриарха среди высших архиереев было неоднозначным: «Патриарший Местоблюститель митрополит Петр о них, судя по всему, вообще ничего не знал. Первый кандидат в Патриаршие Местоблюстители — митрополит Кирилл — тоже не был поставлен в известность о готовящемся избрании его Патриархом, во всяком случае, он имел основания писать, что ему эта „затея“ была „совершенно неведома“. <…> Про второго кандидата в Местоблюстители, старейшего иерарха Русской Церкви митрополита Агафангела, здесь и говорить не приходится: не в последнюю очередь выборы устраивались ради того, чтобы не допустить его до местоблюстительства. Заместитель Местоблюстителя митрополит Сергий дал согласие лишь на предварительный опрос архиереев о том, можно ли в принципе проводить предлагаемым образом избрание Патриарха или нет. Преемник митрополита Сергия митрополит Иосиф, по его словам, также видел в опросе лишь „предварительный обмен мнениями“»
3 апреля 1933 года, пострадал от нападения на него преступников и после 13-14 дней сильных мучений скончался.